# Боасјер Екол
Боасјер Екол (фр. Boissière-École) је насељено место у Француској у региону Париски регион, у департману Ивлен.
По подацима из 2011. године у општини је живело 750 становника, а густина насељености је износила 29,93 становника/km².

## Демографија
| 1962. | 1968. | 1975. | 1982. | 1990. | 2011. |
| ----- | ----- | ----- | ----- | ----- | ----- |
| 446   | 412   | 461   | 528   | 655   | 750   |